# Associação Desportiva Senador Guiomard
El AD Senador Guiomard es un equipo de fútbol de Brasil que juega en el Campeonato Acreano, la primera división del estado de Acre.

## Historia
Fue fundado el 26 de enero de 1982 en el municipio de Senador Guiomard del estado de Acre y el nombre es en homenaje a José Guiomard dos Santos, el senador que creó la ley n.º 4070 del 15 de junio de 1962 que elevó la categoría de Acre a estado.
En 2005 consigue ganar el torneo inicio del Campeonato Acreano, pero no le alcanzó para ser campeón ya que perdió la final. Un año después consigue ganar el Campeonato Acreano por primera vez al vencer al Independencia en la final con marcador de 3-0, con lo que clasificó a la Copa de Brasil y al Campeonato Brasileño de Serie C, sus primeras competiciones a escala nacional, además de ser el primer ganador del Campeonato Acreano que no es de la ciudad de Rio Branco, Acre.
En la Copa de Brasil de 2007 fue eliminado por el Fluminense FC de Río de Janeiro con marcador global de 1-8.

## Palmarés
- Campeonato Acreano: 1

2006
- Acreano Serie B: 1

2017
- Torneo Inicio: 1

2005